# HORIZONT3000
horizont3000 ist eine österreichische Nichtregierungsorganisation in der Entwicklungszusammenarbeit und entstand 2000.

## Aufgaben und Leitgedanke
Die Organisation hat sich auf folgenden Gebieten spezialisiert:
- Durchführung von Projekten und Programmen, hauptsächlich in Ländern Afrikas und Zentralamerikas
- Personaleinsätze (nach dem Österreichischen Entwicklungshelfergesetz)[1]
- Vernetzung und Mitgestaltung der Entwicklungspolitik auf nationaler und internationaler Ebene

Der Leitgedanke der Organisation ist:
„Buen vivir für alle: Wir streben nach nachhaltiger, kollektiver Entwicklung.“
Schwerpunkte sind:
- Nachhaltige Lebensgrundlagen
- Menschenrechte – Zivilgesellschaft
- Klimawandelanpassung
- Gendergerechtigkeit
- Politikdialog

## Finanzierung und Mitgliedsorganisationen
Die Finanzierung wird größtenteils durch Beiträge der Eigentümer, Förderungen der Republik Österreich und Mittel der Europäischen Union sichergestellt. 
Die Mitgliedsorganisationen sind:
- Dreikönigsaktion der Katholischen Jungschar Österreichs
- Katholische Frauenbewegung Österreichs
- Welthaus Graz
- Bruder und Schwester in Not Innsbruck
- Bruder und Schwester in Not Kärnten
- Bruder und Schwester in Not Feldkirch
- Referat der Erzdiözese Wien für Mission und Entwicklung
- Caritas Österreich
- plan:g
- SEI SO FREI Graz
- SEI SO FREI Salzburg

## Beteiligungen
Die Organisation ist an folgenden Projekten beteiligt:
- Klima-Kollekte
- Oikokredit
- Südwind Buchwelt